# Konary, Condado de Rawicz
Konary [kɔˈnarɨ] es un pueblo ubicado en el distrito administrativo de Gmina Miejska Górka, dentro del Condado de Rawicz, Voivodato de Gran Polonia, en el oeste de Polonia central. Se encuentra aproximadamente a 7 kilómetros al este de Miejska Górka, a 15 kilómetros al noreste de Rawicz, y a 82 kilómetros al sur de la capital regional Poznan.
El pueblo tiene una población de 1,100 habitantes.